# 博尔克伊
博尔克伊（法語：Beaurecueil，法語發音：[boʁkœj]）是法国普罗旺斯-阿尔卑斯-蓝色海岸大区罗讷河口省的一个市镇，位于该省东部，属于普罗旺斯地区艾克斯区。

## 地理
博尔克伊（43°30'38"N, 5°32'40"E）面积9.86 平方千米，位于法国普罗旺斯-阿尔卑斯-蓝色海岸大区罗讷河口省，该省份为法国东南部沿海省份，北起沃克吕兹省，西接加尔省，南濒地中海，东临瓦尔省。
与博尔克伊接壤的市镇（或旧市镇、城区）包括：勒鲁日新堡、梅勒伊、拜翁河畔圣昂托南、圣马克-若姆加尔德、勒托洛内、沃夫纳格。

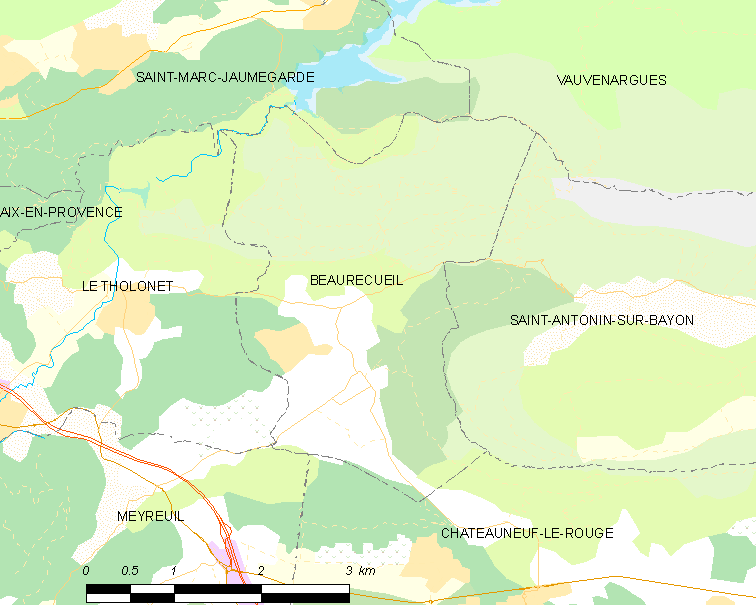
博尔克伊的OSM定位图

博尔克伊的时区为UTC+01:00、UTC+02:00（夏令时）。

## 行政
博尔克伊的邮政编码为13100，INSEE市镇编码为13012。

## 政治
博尔克伊所属的省级选区为特雷茨县。

## 人口

1962-2008年间博尔克伊人口变化图示

博尔克伊于2022年1月1日时的人口数量为595人。